# فيديريكو بيوفاكاري
فيديريكو بيوفاكاري (بالإيطالية: Federico Piovaccari) مواليد 1 سبتمبر 1984 في غالاراتي، إيطاليا، هو لاعب كرة قدم إيطالي. يلعب كمهاجم.

## مرحلة الشباب

### أندية لعب لها
- نادي برو باتاريا

## المسيرة الاحترافية

### أندية لعب لها
- نادي برو باتاريا
- إنتر ميلان
- نادي تريفيزو
- نادي رافينا
- نادي سامبدوريا

## روابط خارجية
- فيديريكو بيوفاكاري على موقع قاعدة بيانات كرة القدم.إي يو (الإنجليزية)
- فيديريكو بيوفاكاري على موقع Soccerbase.com (لاعب) (الإنجليزية)
- فيديريكو بيوفاكاري على موقع Soccerway.com (الإنجليزية)
- فيديريكو بيوفاكاري على موقع عالم كرة القدم.نت (الإنجليزية)
- فيديريكو بيوفاكاري على موقع AS.com (الإسبانية)